# Vázání koberců
Vázání je technika výroby vlasových koberců, kterou se upevňuji uzlíky z vlasových nití na podkladovou tkaninu.

## Z historického vývoje
Někteří historici se domnívají, že se vázané koberce zhotovovaly už před 10 000 lety, nejstarší archeologický nález, tzv. pazyrycký koberec, pochází však z 5. století před n. l. Nejstarší soustředění výrobců vázaných koberců vzniklo pravděpodobně ve 3. až 5. století ve východotureckém Erzurumu. Ve středověku pak byly založeny panovníky v dnešním Turecku, Íránu, Egyptě a Indii tzv. dvorní manufaktury (vázání tam „povýšilo“ na umění) a později se vázání koberců rozšířilo do střední Asie a na Kavkaz.
Asi od 16. století se koberce z těchto oblastí začaly dovážet do Evropy. Vázáním koberců se v asijských zemích zabývá několik milionů lidí. Na začátku 21. století odtud dováželo např. Německo ročně cca 6 milionů m2 těchto výrobků (z toho asi 1/3 z Indie). (Indický koberec na snímku (8) s cca 600 000 uzly na ploše 3 m2, maloobchodní cena asi 1200 €, pochází ze začátku 21. století).
V Evropě se se začaly vyrábět koncem 17. století imitace ručně vázaných koberců na tzv. prutových tkacích strojích (wiltonský koberec) asi o sto let později (také v USA) axminsterský koberec, který se jako tzv. skřipcový axminster vyrábí doposud v Anglii a z větší části v Číně. Zatímco ručně vázané koberce se všeobecně označují jako orientální, mají se tyto napodobeniny v obchodě označovat jen jako koberce s "orientálním vzorem" (oriental design). Někdy se jim také říká vlněné peršany.
Jako hobby se provozuje vázání koberců v Evropě a USA asi od 20. století.

## Technika výroby orientálních koberců
Zhotovení koberce spočívá v kombinaci ručního tkaní a provazování osnovních nití řadou zvláštních uzlů.

### Materiál a nářadí k vázání
Osnova i útek podkladové tkaniny jsou nejčastěji z bavlny, pro velmi jemné koberce se tkanina zhotovuje z přírodního hedvábí. Na vlasové niti se používá nejčastěji vlna nebo přírodní hedvábí v několika barevných odstínech.
Osnovní niti se napínají svisle do rámu obdélníkového tvaru, novější konstrukce jsou kovové, vodorovné spojnice jako válce. Rámy se staví pro koberce v šířce až do 6 metrů. (viz snímek (1))
K vázání uzlů a řezání vazné niti se používá vázací nůž, útek se po zatkání přiráží speciálním hřebenem (nářadí je na snímku (5)).

### Postup práce
Technika vázání zůstává v principu po tisíciletí nezměněna: Po zhotovení kraje tkaniny se vždy dvě osnovní niti spolu provazují v jedné řadě vedle sebe uzlíkem z vlasové niti, která se zpravidla odvíjí z klubka umístěného nad vazačkou. (viz snímek (2)) Z několika možných druhů uzlů se nejčastěji používá perský a turecký.
Perský uzel (zvaný také senneh nebo farsibaff) je asymetrický, to znamená, že vlasová nit tvoří uzel jen kolem jedné osnovní niti a druhou jen obtáčí smyčkou. (viz snímek (3)) 
Turecký uzel (zvaný také ghirdes) vzniká rovnoměrný ovinutím vlasové niti kolem dvou osnovních nití, oba konce vlasové niti vycházejí na povrch koberce mezi oběma osnovními nitěmi. (viz snímek (4)) 
Po zhotovení každého uzlu se vlasová nit odřízne a konec se navádí do příští dvojice osnovních nití. Každá řada uzlíků se pak zpevňuje provázáním všech osnovních nití jedním nebo dvěma útky, které se přirážejí k hotové tkanině zvláštním hřebenem a následuje další řada uzlíků.
Hustota koberce se hodnotí počtem uzlů na m2 – velmi hrubé pod 25 000, velmi jemné nad 400 000. Nejjemnější hedvábné koberce dosahují až přes milion uzlů. Každý koberec je unikát, přesná kopie se popsanou technikou nedá zhotovit.
Při vázání sedí u rámu zpravidla několik žen vedle sebe, zručná vazačka může zhotovit až 10 000 uzlů za hodinu
Na hotovém koberci se zarovnává povrch vlasu stříháním (vysoce kvalifikovaná, mistrovská práce).

## Imitace vázaných koberců
Skřipcový axminster se vyrábí na speciálním tkacím stroji v šířkách do 4 m, až v 16 barvách s maximálně 160 otáčkami/min.  Koberce mají obvykle jemnost kolem 120 000 vlasů/m2, s vlasem ze směsi
mykaná vlna/polyamid, cca 6–7 mm dlouhým. 

## Amatérsky vázané koberce

### Vázání na tkalcovském stávku
Stávek je ze dřeva, koberce se dají zhotovovat v šířkách do cca 1 metru. Osnovní nitě jsou vedeny nitěnkami upevněnými na pohyblivém rámu (tvoření prošlupu). Nářadí a postup práce při vázání je srovnatelný s profesionální výrobou. K vázání vlasové niti se dají použít všechny známé druhy uzlů. Koberce se zhotovují jemností cca 30 000 uzlů/m2. 

### Vázání na stramínu
Stramín se prodává zpravidla s natištěným vzorem,. Dá se zachytit na jednoduchém trámku a provazovat vlasovými nitěmi v patřičných barvách. Nitě jsou velmi tlusté, zpravidla z několikanásobně skané mykané vlny, nastříhané na kousky s délkou cca 6 cm. Koberce se vážou perskými nebo tureckými uzly v hustotě asi do 30 000 na m2.  Na snímku (7) je amatérský výrobek s vlasem z čisté vlny, s hustotou cca 25 000 (perských) uzlů/m2 spolu s háčkem na vázání a vzorky příze).

## Galerie vázání koberců

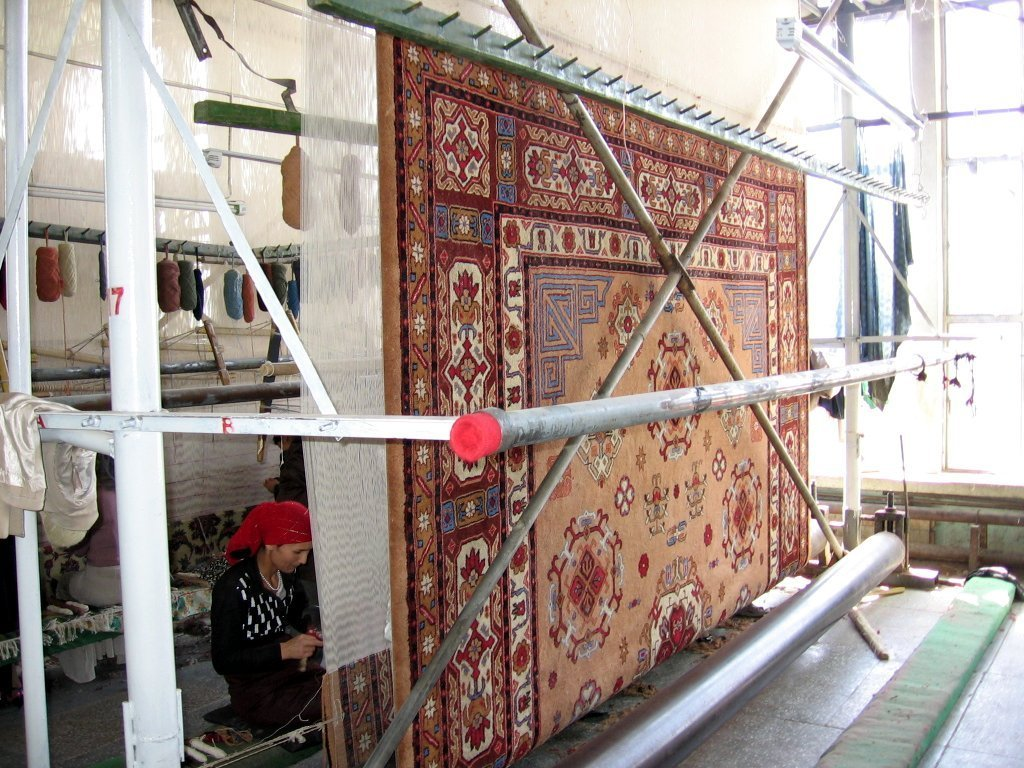
(1)Rám na ruční vázání koberců (západní Čína)
(2)Vázání a odřezávání vlasové niti
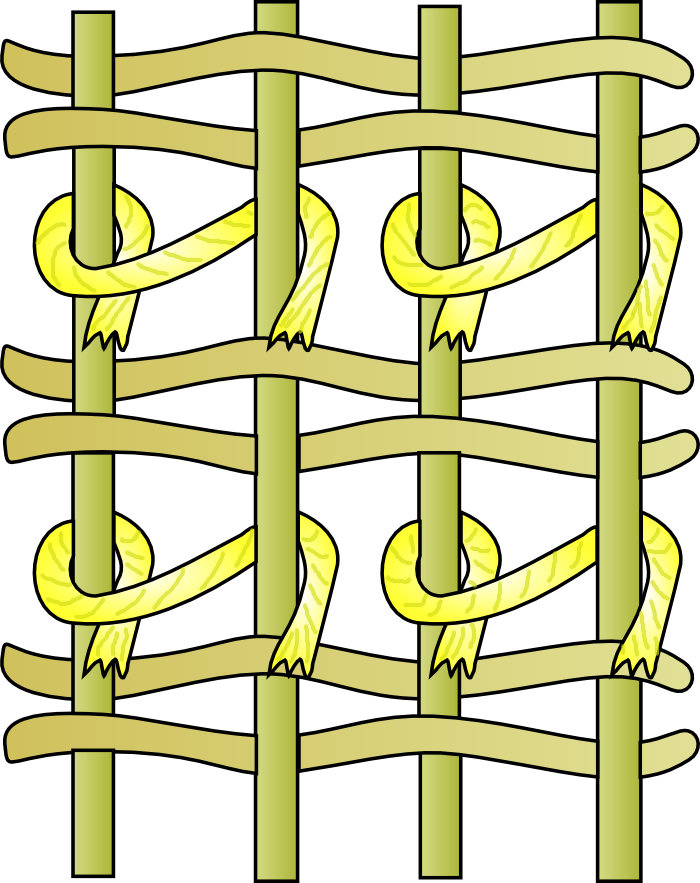
(3)Schéma perského uzlu
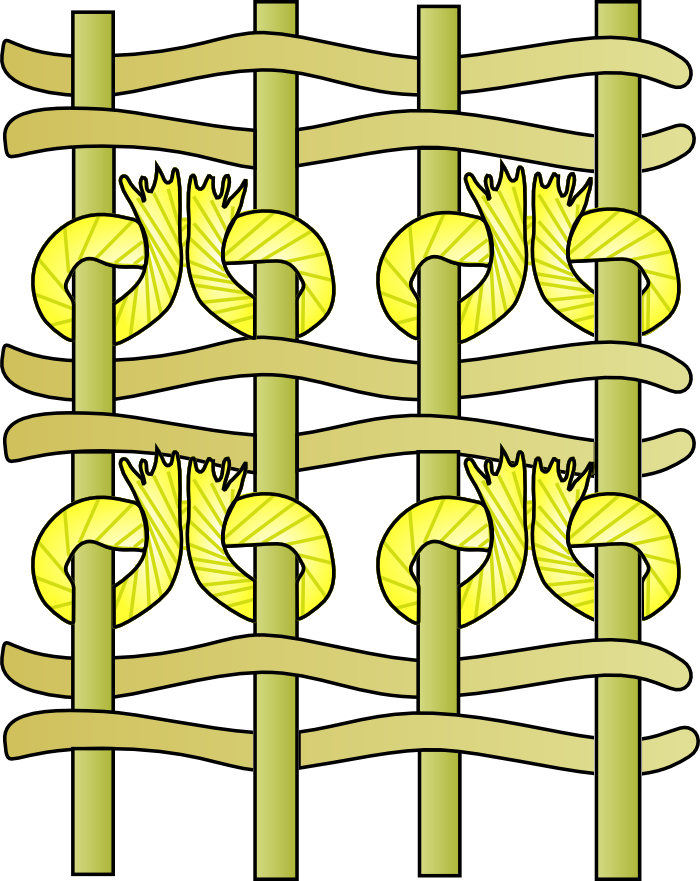
(4)Schéma tureckého uzlu
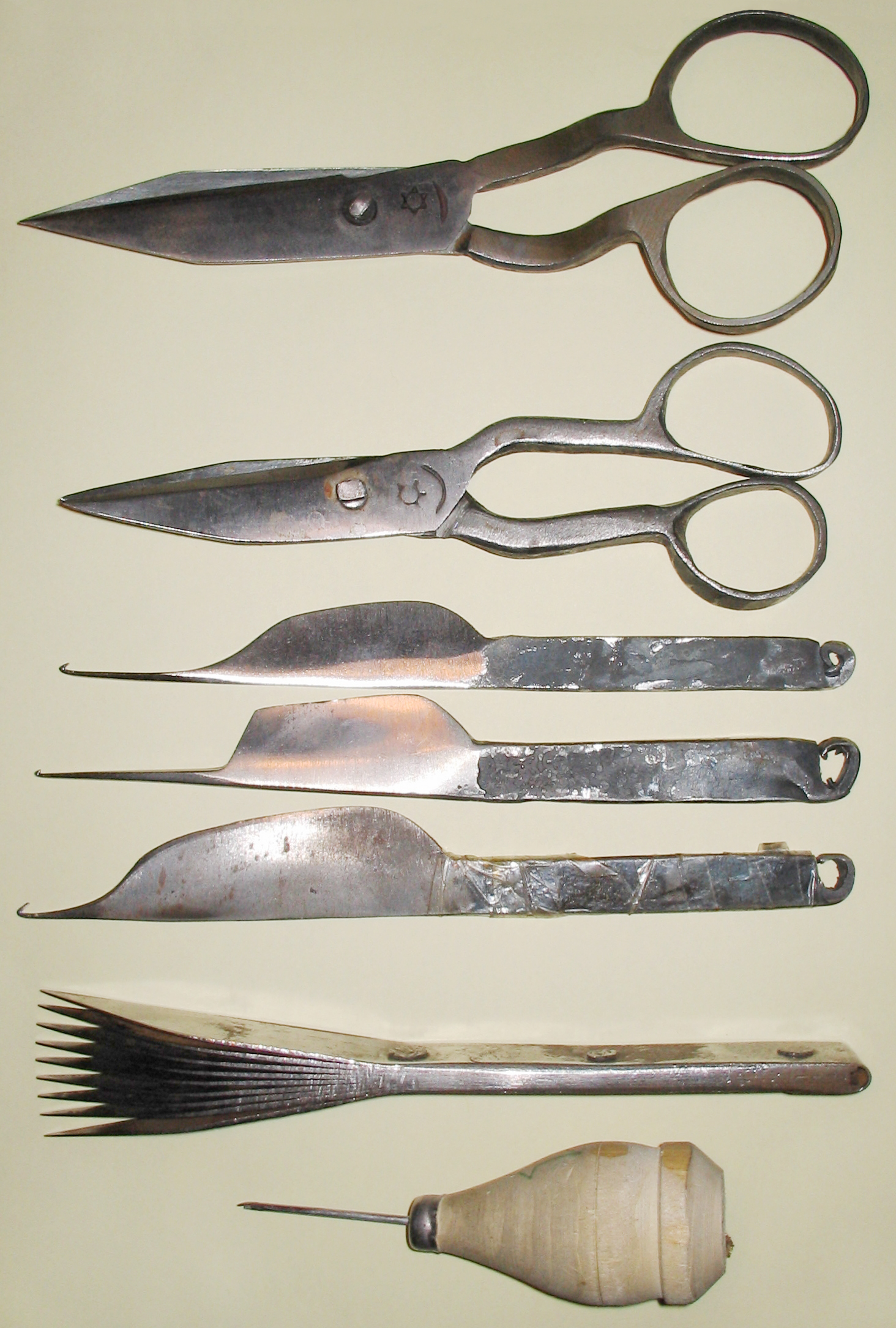
(5)Nářadí k vázání koberců v íránské manufaktuře
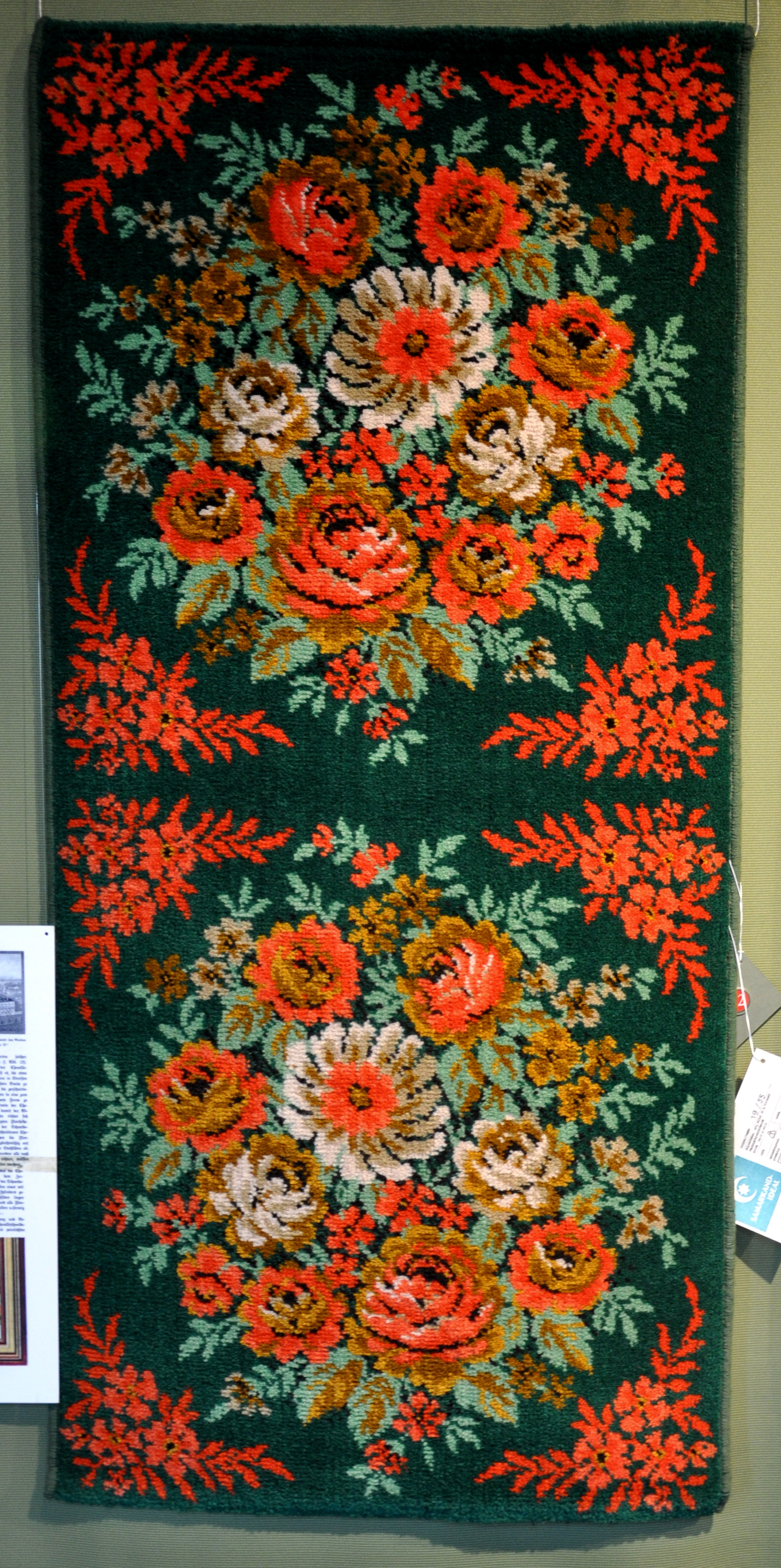
Skřipcový axminster z roku 1970 (NDR)
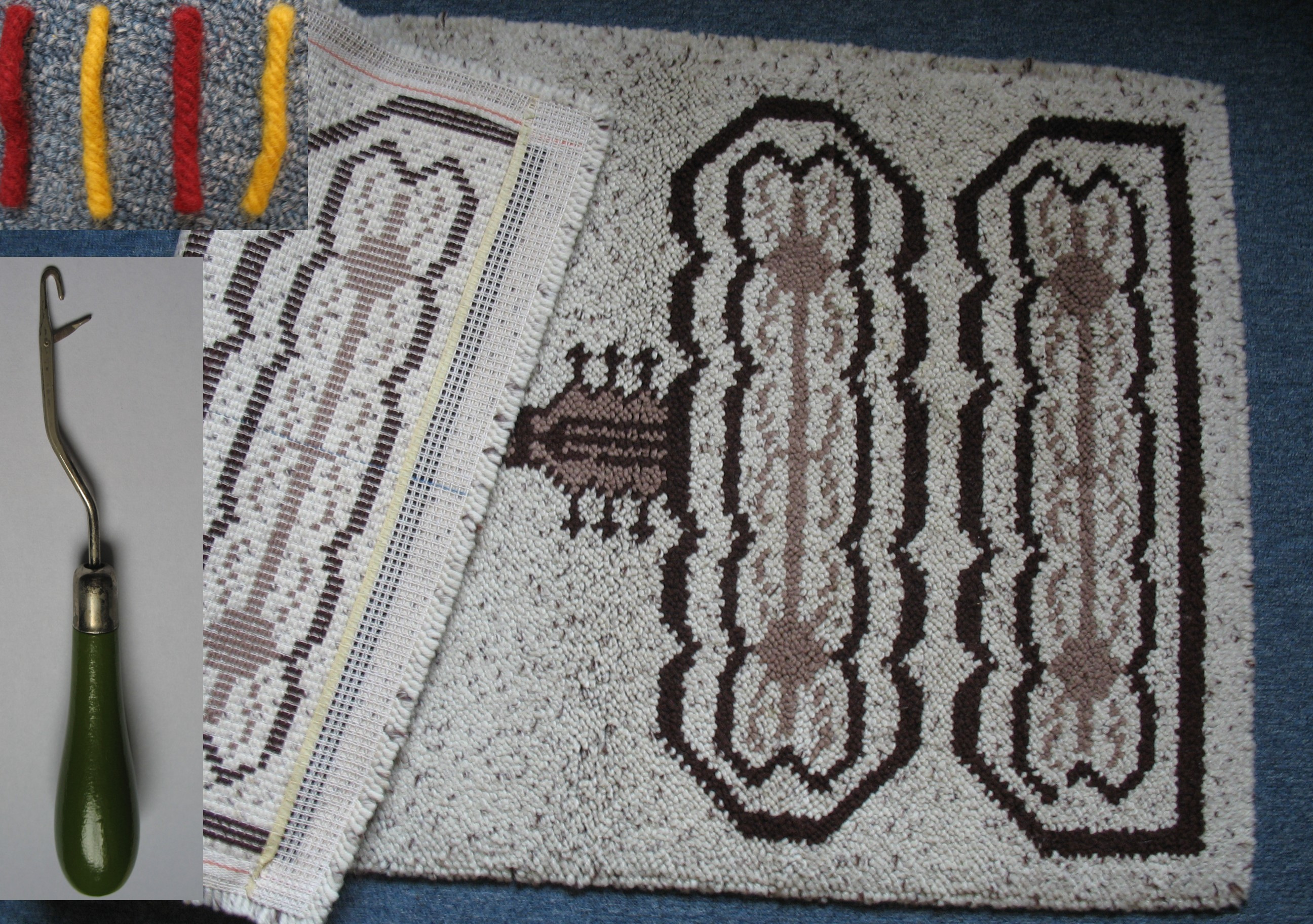
(7)Amatérsky vázaný koberec z 80. let minulého století
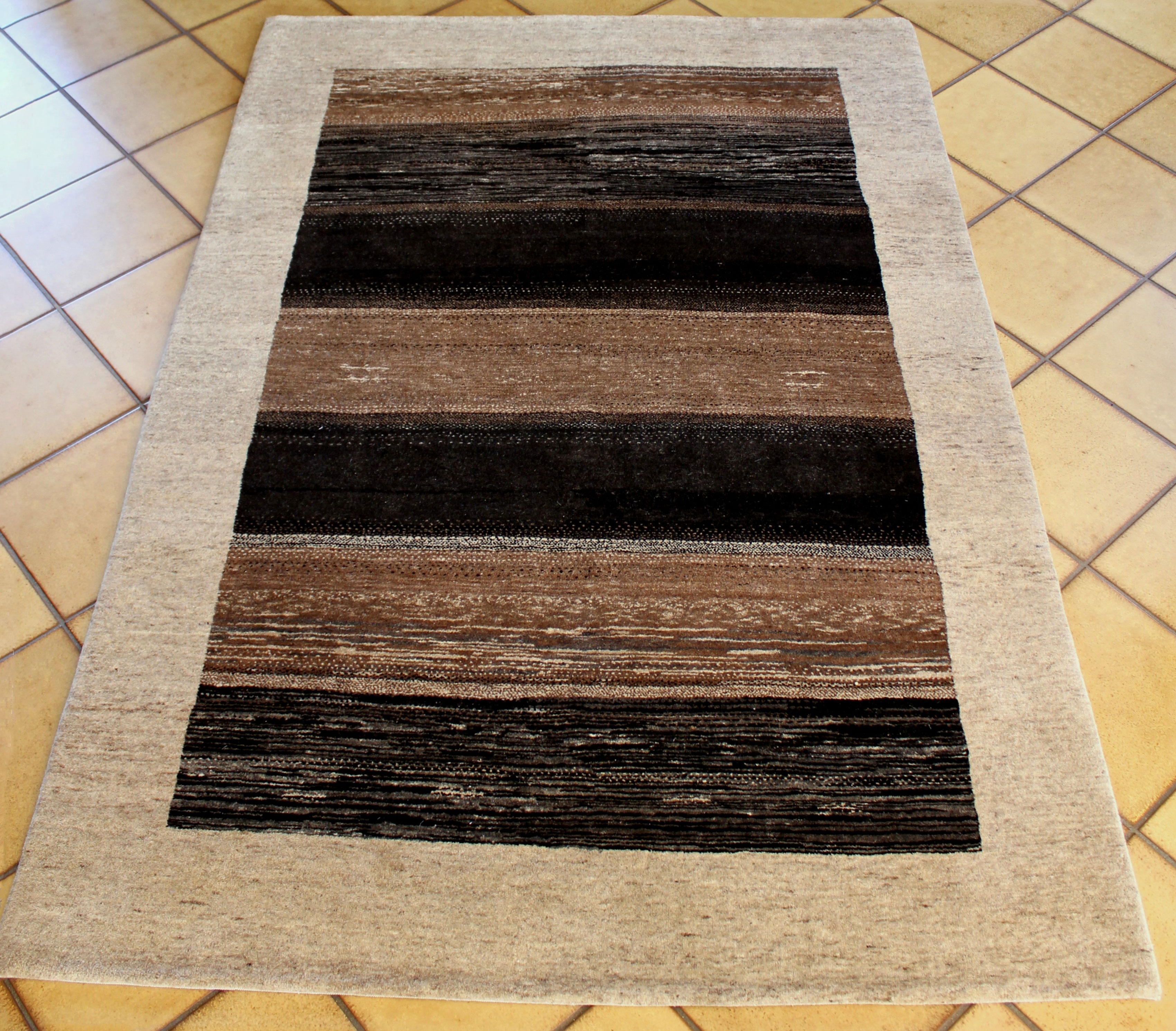
(8)Indický vlněný koberec ze začátku 21. století